# John Thune
John Randolph Thune (født 7. januar 1961 i Pierre, South Dakota) er en amerikansk republikansk politiker. I valget i november 2004 blev han valgt til USA's senat. Han indtog denne plads i 2005.
Efter at blandt andet have været jernbanedirektør blev Thune indvalgt i Repræsentanternes hus i 1996. Han blev genvalgt i 1998 og 2000. I 2002 udfordrede han senator Tim Johnson, men tabte med 524 stemmer. Den 2. november 2004 slog han demokraten Tom Daschle med 51 % af stemmerne.